# 大地蜜語
是2019年北馬其頓導演塔瑪哈·科泰夫斯卡、路博米·史戴凡諾夫（Ljubomir Stefanov）的紀錄片 該電影代表北馬其頓角逐第92屆奥斯卡金像獎最佳國際影片獎，並提名最佳紀錄片獎。

## 外部連結
- 豆瓣电影上《大地蜜語》的資料 （简体中文）
- 開眼電影網上《大地蜜語》的資料（繁體中文）
- 爛番茄上《大地蜜語》的資料（英文）
- 互联网电影数据库（IMDb）上《大地蜜語》的资料（英文）